# Matías Silva
Matías Sebastián Silva Figarola (Melo, 19 settembre 2004) è un calciatore uruguaiano, centrocampista del Liverpool (M).

## Carriera
Silva è cresciuto nel settore giovanile del Liverpool (M), con cui ha debuttato in prima squadra il 27 settembre 2022 giocando da titolare l'incontro di Copa Uruguay vinto 4-0 contro i Montevideo Wanderers. Poche settimane dopo, più precisamente il 16 ottobre, ha esordito anche in campionato contro il Cerro Largo.

## Statistiche

### Presenze e reti nei club
Statistiche aggiornate al 20 aprile 2024.
| Stagione        | Squadra         | Campionato      | Campionato | Campionato | Coppe nazionali | Coppe nazionali | Coppe nazionali | Coppe continentali | Coppe continentali | Coppe continentali | Altre coppe | Altre coppe | Altre coppe | Totale | Totale | Totale |
| Stagione        | Squadra         | Comp            | Pres       | Reti       | Comp            | Pres            | Reti            | Comp               | Pres               | Reti               | Comp        | Pres        | Reti        | Pres   | Reti   |        |
| --------------- | --------------- | --------------- | ---------- | ---------- | --------------- | --------------- | --------------- | ------------------ | ------------------ | ------------------ | ----------- | ----------- | ----------- | ------ | ------ | ------ |
| 2022            | Liverpool (M)   | PD              | 1          | 0          | CU              | 2               | 0               | CS                 | 0                  | 0                  |             | -           | -           | 3      | 0      |        |
| 2023            | Liverpool (M)   | PD              | 8          | 0          | CU              | 1               | 0               | CL                 | 1                  | 0                  | SU          | 1           | 0           | 11     | 0      |        |
| 2024            | Liverpool (M)   | PD              | 1          | 0          | CU              | 0               | 0               | CL                 | 0                  | 0                  | SU          | 0           | 0           | 1      | 0      |        |
| Totale carriera | Totale carriera | Totale carriera | 10         | 0          |                 | 3               | 0               |                    | 1                  | 0                  |             | 1           | 0           | 15     | 0      |        |

## Palmarès

### Club

#### Competizioni nazionali
- Supercoppa uruguaiana: 2

Liverpool Montevideo: 2023, 2024
- Campionato uruguaiano: 1

Liverpool Montevideo: 2023